# Ziuzia
Ziuzia (brus. Зюзя, Мароз; ros. Мороз, Морозко, Зюзя – пьяница; ukr. Зюзя, Мороз) – postać z folkloru białoruskiego,  odpowiednik rosyjskiego Dziadka Mroza. Wyobrażany jest jako niski, gruby starzec z długimi białymi włosami i brodą. Odziewa się w ciepłą jasną odzież – najczęściej biały kożuch – jednak zawsze z odkrytą głową i boso. W dłoni nosi żelazną buławę.
Imię Ziuzia pochodzi od białoruskiego czasownika зюзець/ziuzieć czyli marznąć, odczuwać pieczenie spowodowane mrozem.
Zasadniczo królestwem Ziuzi jest las, tylko czasem zjawia się w osiedlach ludzkich – najczęściej by pomóc ludziom lub ostrzec ich przed niezwykle surową zimą.
Obrzędową strawą związaną z Ziuzią, jest kutia – często uważa się, że jest ona przygotowywana specjalnie z myślą o Ziuzi. Z wigilijnej kutii odkładano nieco na osobny talerz, bądź miseczkę i kładziono na osobny stolik, by nocą bóstwo mogło posilić się.
Зюзя на дварэ – куцьця на стале /Ziuzia na dvare – kućcia na stalie
Ziuzia kiedy się rozzłości stuka żelazną buławą po drzewach, a nawet bierwionach chat – i wtedy skrzypią i pękają one od tych silnych uderzeń. Natomiast kiedy pada śnieg – znaczy, że Ziuzia pożałował przyrodę i nakazał swojemu słudze Mrozowi przykryć świat – a w szczególności pola – ciepłym pokryciem. Ale mróz też jest oznaką dobroci bóstwa – w dość częstych na Białorusi okolicach bagiennych – daje on możliwość zwiezienia saniami siana z podmokłych łąk. Do dziś używa się wyrażenia „Zmarzł jak Ziuzia”.
Mimo podobieństwa do Dziadka Mroza – Ziuzia nie stał się patronem rozdawania podarunków na Nowy Rok. W tej – powstałej w XX wieku – funkcji zastępuje go rosyjski Dziadek Mróz.
W gospodarstwie leśnym Prudniki w rejonie postawskim obwodu witebskiego organizowane są imprezy turystyczne pod hasłem „W gościnie u Ziuzi Pojeziernego”, które cieszą się coraz większą popularnością na Białorusi.